# Јован Кочуров
Јован Кочуров (Иван Александрович Кочуров 13 (25) јун 1871, село Бигилдино (Сурки), Данковски округ, Рјазанска губернија - 31. октобар (13. новембар 1917, Царско Село, Петроградска губернија) - духовник руског православног црквеног архијереја Царског Села.
Поштован је као први руски новомученик. Канонизован је од стране Архијерејског сабора Руске православне цркве 1994. године као Јован Царскоселски.

## Биографија

### Порекло, породица
Рођен је 13. (25.) јуна 1871. године у бројној породици наследног свештеника села Бигилдино (Сурки) Александра Васиљевича Кочурова (1836 - после 1897) и Александре Николајевне (рођена 1839; кћерка свештеника села Покровчијанскаја (Василијева) Николаја Перекова одојевског села.
Супружник: Александра Васиљевна Чернишева, ћерка ђакона Казанске катедрале у Санкт Петербургу (удата 26. јула (7. августа) 1895).

### Образовање
Завршио Данковску богословску школу. Године 1891. завршио је Рјазанску богословију, након чега је уписао Петроградску духовну академију.
И у Богословији се истакао као беседник; Током студија на академији учествовао је у ванлитургијским читањима из Друштва за ширење верског и моралног васпитања у духу Православне Цркве.
Године 1895. завршио је Академију са звањем редовног студента.

### Служба у САД
Заједно са својим колегом и пријатељем Александром Хотовицким прихватио је понуду да служи у Алеутској и Аљаској епархији. Недуго пре него што је напустио Русију, оженио се Александром Чернишевом. 10. јула 1895. године, указом Светог Синода, постављен је за настојатеља Владимирске цркве у Чикагу (САД), где је пре њега служио Алексеј Товт, са приграђеном Црквом Троје Светих у граду Стреатор.
Архиепископ Алеутски и Аљаски Николај га је 27. августа хиротонисао у чин свештеника у Тројичком саборном храму Александро-Невске лавре.
11. октобра исте године стигао је на своје место службе. Црква Светог Владимира, чији је ректор постављен, налазила се на првом спрату мале приватне дрвене куће. Током прве три године службе у Чикагу превео је 86 унијата и шест католика у православље, а број редовних парохијана у парохијским црквама порастао је на 215 људи у Чикагу и 88 људи у Стритору. Обе парохијске цркве су успешно радиле дечије црквене школе, са више од 20 уписаних ученика. Парохијани парохије на чијем је челу били су сиромашни емигранти православне вере: Руси из Галицијских и Угрословенских Словена, Арапи, Бугари, Словаци прешли из Уније. Настављајући традиције Руске православне епархије у Северној Америци, отац Јован је организовао Никољско и Тросветитељско братство у Чикагу и Стреатору, које су имале за циљ да активирају социјалну и материјалну узајамну помоћ међу парохијанима Чикаго-Стриторске парохије су биле део Православног друштва узајамне помоћи. Отац Јован је 1. априла 1887. године укључен у новоформирани цензурни комитет у Алеутско-аљаској епархији „за дела на руском, малоруском и енглеском језику“, а 22. маја 1899. године Тихон, тадашњи Епископ Алеутско-Аљаски, именовао је Јована Кочуровског за руског председника Аласке катхоције АС), основана 1895. године под старатељством оца Алексеја Товте.
Разнолика дела оца Јована већ су у првим годинама његовог пастирског служења била препозната свештеничким наградама. Оцу Јовану је 6. маја 1896. године уручен набедренник за донацију од 600 долара за иконостас цркве Светог Владимира у Чикагу, који је израдио заједно са ректором цркве Светог Николе у Њујорку Александром Хотовицким. 30. марта 1898. године ревносна служба оца Јована призната је наградом пурпурне скуфије, а 6. маја 1901. године одликован је правом ношења камилавке.
Покренуо је питање изградње камене цркве која би заменила стару. Приликом посете Чикагу маја 1899. године, епископ Тихон (Белавин) је одобрио избор места за изградњу.
Године 1901. добио је допуст од 15. јануара до 15. маја да путује у Русију. Одмор је искористио за прикупљање средстава за изградњу цркве у Чикагу и стварање првог православног гробља у Чикагу, у чему су му саслуживали таст, свештеник Василиј Чернишев и старији брат Николај Кочуров, који је служио као помоћник начелника грађевинског одељења Економске управе при Светом сабору. Добио подршку од праведног Јована Кронштатског. Велики допринос из личних средстава дао је цар Николај II.
Убрзо по повратку са одмора, Кочуров је започео изградњу нове зграде храма. Храм је основао 31. марта 1902. године у Чикагу епископ Тихон. Изградња храма је завршена 1903. године и захтевала је веома значајне издатке за оно време, од 50 хиљада америчких долара. Храм Свете Тројице осветио је Епископ Тихон 16. марта 1903. године.
Тихон Јоан Кочуров је 6. маја 1903. за свој рад одликован Орденом Свете Ане 3. степена.
У фебруару 1904. године отац Јован је постављен за председника цензурног комитета Алеутско-северноамеричке епархије, чији је члан био 7 година. Кочуров је у јуну 1905. године активно учествовао на састанцима припремног конгреса епархијског свештенства у Олдфорџу, на којима су, под руководством епископа Тихона, разматрана питања у вези са припремом првог Сабора у историји Алеутске и Северноамеричке епархије. На овом конгресу 20. јула 1905. године одата је почаст оцу Јовану Кочурову у вези са десетогодишњицом свештеничке службе, која је прослављена 27. августа 1905. године. У цркви Архангела Михаила у граду Олдфорџу, у присуству веће групе епархијског свештенства, на челу са Рафаилом, Епископом Бруклинским, оцу Јовану је уручен златни напрсни крст.
Указом Светог синода од 6. маја 1906. године, уздигнут је у чин протојереја, а 10. маја постављен је за декана парохија њујоршког округа источних Сједињених Држава.
Он је 20. маја 1907. на лични захтев поднео оставку на службу у Алеутској и Северноамеричкој епархији како би својој деци омогућио школовање у Русији. До тада је протојереј Јован имао пет синова и ћерку.

### Служба у Русији
Од августа 1907. до новембра 1916. био је прекобројни свештеник у Саборној цркви Преображења Господњег у Нарви, а од јула 1909. до новембра 1916. био је свештеник у цркви Казанске иконе Богородице у Силамаеу. Био је и вероучитељ у Нарвској мушкој и девојачкој гимназији.
Новембра 1916. постављен је за другог свештеника у храму Свете Катарине у Царском Селу.

### Смрт
Крајем октобра (стари стил) 1917. Царско село је постало место сукоба бољшевичке Црвене гарде и козачких трупа, које су наставиле да подржавају свргнутог шефа Привремене владе Александра Керенског.
Према листу Русскоие Слово, који је подржао Привремену владу, разлог за погубљење је био то што је Кочуров водио верску процесију током побуне Керенског-Краснова уз молитву „за утеху грађанске борбе“; Очевидац догађаја, амерички новинар Џон Рид, у својој књизи „Десет дана који су потресли свет“, позивајући се на војнике Црвене армије који су стрељали Кочурова, наводи следећи разлог пуцњаве: Кочуров је благословио козаке који су дошли у град, позвао народ да се потчини легитимној влади Керенског, а затим је организовао верски процес
Дана 30. октобра 1917. године, током артиљеријског гранатирања Царског Села од стране бољшевика, отац Јован је учествовао у верској поворци са посебним молитвама за прекид међусобне борбе, током које је одржао проповед позивајући народ на смиреност. 31. октобра  1917. бољшевичке трупе су ушле у Царско село. Неколико дана касније, на страницама листа „Сверуски црквено-народни гласник” објављено је сведочење дописника једног од петроградских листова: „Свештеници су ухапшени и послати у просторије Савета радничких и војничких посланика. Свештеник, отац Јован Кочуров, протестовао је и покушао да разјасни ствар. Задобио је неколико удараца у лице. Уз урлике и подсмијех, разјарена гомила га је одвела до аеродрома Царское Село. Против ненаоружаног пастира подигнуто је неколико пушака. Пуцањ, други - машући рукама, свештеник је пао лицем на земљу, крв му је натопила мантију. Смрт није била тренутна. Повукли су га за косу, а неко је предложио да га неко „докрајчи као пса“. Следећег јутра свештениково тело је пребачено у бившу дворску болницу. Председник Думе, који је заједно са једним од чланова посетио болницу, како преноси Дело Народа, видео је тело свештеника, али сребрног крста на грудима више није било“.